# Charlie Mars
Charlie Mars, de son vrai nom Martin Pageot, est un réalisateur français.
Il s'est notamment fait connaître grâce à un personnage à cagoule multicolore qu'il met en scène en s'auto-filmant. Il réalise principalement des clips et courts métrages mais est aussi connu comme vidéo jockey et animateur de télévision.
De 2008 à 2010, il présente sur la chaine Canal+ l'émission Les films faits à la maison. Il a entre autres réalisé des clips pour Mansfield.TYA, Sexy Sushi, Stand High Patrol,Françoiz Breut ou Elmer Food Beat.
Au Québec, il a réalisé deux comédies musicales pour enfants : en 2010, "Atchoum en cavale", et en 2013, "le grand ménage d'Atchoum".
Il collabore régulièrement en tant que technicien audiovisuel avec le vidéaste Pierrick Sorin",,,,.